# L'Uomo Ragno e i suoi fantastici amici
L'Uomo Ragno e i suoi fantastici amici (Spider-Man and His Amazing Friends) è una serie televisiva a cartoni animati prodotta nel 1981 dalla DePatie-Freleng Enterprises (primi 5 episodi) e realizzata dai Marvel Studios. Si compone di 24 episodi, distribuiti in tre stagioni. La serie è basata sul celebre eroe dei fumetti Marvel Comics e ad alcuni membri degli X-Men in una sorta di crossover tra fumetti.

## Aspetti salienti
Questa serie viene distribuita poco dopo la precedente serie del 1981, ma è poco fedele al fumetto. La trama non si limita a seguire le imprese del solo Uomo Ragno, ma anche quelle dei suoi due partner, i fantastici supereroi Uomo Ghiaccio e Stella di Fuoco, con i quali forma una squadra affiatata che combatte contro il crimine e le forze del male.
Nella serie del 1981, il Dottor Doom viene polverizzato dal suo cannone laser, accidentalmente manomesso dall'Uomo Ragno, e Boris, il suo vecchio assistente, si allea al protagonista per fermarlo, così come Red Skull muore. Siccome però il Dottor Doom appare e il fedele Boris lo accompagna, così come Red Skull è ancora vivo, questa serie non è il seguito della precedente.
Dalla serie dovevano nascere alcuni spin-off: il sesto episodio doveva gettare le basi per due serie animate, una dedicata a Capitan America e l'altra al Dottor Strange. Anche gli episodi 20 e 23 dovevano portare a una creazione di serie animate (la prima con Daredevil e l'altra con gli X-Men), ma non si sa perché nessuno di questi progetti è stato attuato.

## Personaggi
- Peter Parker/Uomo Ragno è il protagonista della serie.
- Bobby Drake/Uomo Ghiaccio è il secondo protagonista della serie.
- Angelica Jones/Stella di Fuoco è la protagonista femminile della serie.
- May Parker è la zia di Peter.
- Ms. Lion è il cane di Angelica.
- Flash Thompson è il rivale di Peter.
- J. Jonah Jameson è il capo di Peter.

## Lista episodi

### Prima stagione (1981)
| nº | Titolo originale                | Titolo italiano                      | Trama |
| -- | ------------------------------- | ------------------------------------ | --- |
| 1  | The Triumph of the Green Goblin | Il trionfo del folletto verde        | Norman Osborn è tornato a essere Goblin, il folletto verde, e minaccia di trasformare tutti gli abitanti di New York in mostri pazzi e pericolosi come lui. Per provare la sua nuova formula ha rapito sua nipote, Moira Osborn, e l'Uomo Ragno accorre per salvarla trovandosi di fronte Goblin. Per fortuna ci sono i suoi fantastici amici ad aiutarlo: l'Uomo Ghiaccio e Stella di Fuoco. |
| 2  | The Crime of All Centuries      | Il delitto dei secoli                | Kraven il Cacciatore vuole distruggere New York servendosi dei dinosauri della Terra Selvaggia, portando alcune uova in America. Per farle dischiudere e comandare le gigantesche creature ha però bisogno della fonte di calore più grande della Terra: il raggio di Stella di Fuoco. Peter e Bobby cercano di mettere in guardia Angelica da Kraven, ma lei è attratta dal suo fascino selvaggio e non si accorge che il supercriminale intende rapirla e utilizzarla per i suoi loschi fini.                                                               |
| 3  | The Fantastic Mr. Frump         | Il fantastico Signor Frump           | Il Dottor Doom vuole impadronirsi di un medaglione magico che fornisce a chi lo possiede il potere di far avverare qualsiasi cosa egli desideri. Accidentalmente il medaglione finisce però nelle mani dell'imbranato signor Frump, che ne sfrutta il potere per soddisfare tutto quello che gli manca nella vita. Frump viene poi manovrato da Doom per eliminare i fantastici amici, rivelandosi essere un avversario ben più pericoloso e imprevedibile dello stesso sovrano di Latveria.                                                                  |
| 4  | Sunfire                         | L'Uomo di Fuoco                      | Stella di Fuoco si è presa una cotta per Shiro Yoshida, alias il mutante Alba di Fuoco (Sole Ardente), il cui perfido zio è intenzionato a usare il potere del nipote e della ragazza per liberare un orrendo mostro infuocato e conquistare il mondo di occidente. Quando Shiro comprende le maligne intenzioni dello zio decide di aiutare Angelica, Peter e Bobby, ma è troppo tardi: il mostro di fuoco ha sottratto loro i poteri mutanti ed è stato liberato per distruggere New York.                                                                  |
| 5  | Swarm                           | L'Uomo Ragno e gli Uomini Ape        | Un meteorite è caduto sulla Terra. Al suo interno c'è un'entità aliena detta Swarm che prende possesso della api terrestri mutandosi in un gigantesco insettoide capace di trasformare in uomini ape al suo servizio tutti coloro che colpisce. Anche Uomo Ghiaccio e Stella di Fuoco vengono colpiti dal raggio e trasformati, così resta solo l'Uomo Ragno a fronteggiare la minaccia aliena ed è anche costretto a lottare contro i suoi fantastici amici.                                                                                                 |
| 6  | 7 Little Superheroes            | 7 piccoli supereroi                  | Il Camaleonte vuole annientare tutti i suoi peggiori nemici che da anni ostacolano la sua attività criminale ed ha preparato una trappola mortale per Capitan America, Namor il Sub-Mariner, il Dottor Strange, Shanna e naturalmente Spider-Man, con i suoi Fantastici Amici Uomo Ghiaccio e Stella di Fuoco. Sette piccoli supereroi cadono così nella sua trappola mortale. |
| 7  | Videoman                        | Un gioco appassionante               | Electro ha riattivato Video-Man facendolo uscire dai videogame della sala giochi e usa il mostro elettronico per compiere furti in città. Flash Thompson resta intrappolato in un videogioco e, nel tentativo di fermare Electro, anche l'Uomo Ghiaccio e Stella di Fuoco fanno la stessa fine. Come se non bastasse, Flash ha visto Angelica trasformarsi e ha scoperto l'identità di Stella di Fuoco. |
| 8  | The Prison Plot                 | La confraternita dei mutanti         | Magneto, il perfido signore del magnetismo, vuole far prevalere i diritti dei mutanti con la forza, e chiede la liberazione di Blob, Toad e Mastermind dalla prigione federale per poter ricostituire la sua Confraternita dei Mutanti Malvagi. Uomo Ragno, Stella di Fuoco e Uomo Ghiaccio dovranno così vedersela con uno dei mutanti più potenti al mondo. |
| 9  | Spidey Goes Hollywood           | L'Uomo Ragno va a Hollywood          | L'Incredibile Hulk incontra i fantastici amici. L'Uomo Ragno viene scritturato da Stan Blockbuster, un famoso regista di Hollywood, per recitare la sua parte in un film. Peter decide di accettare per poter guadagnare i soldi necessari per aiutare zia May a pagare le rate della casa, ma non sa che tutto il set è una terribile trappola di Mysterio, il signore delle illusioni, per poterlo uccidere. Anche Bruce Banner si trova ad Hollywood ed Hulk sta per fare la sua trionfale apparizione in scena.                                           |
| 10 | The Vengeance of Loki           | La vendetta di Loki                  | Loki, il malvagio fratello di Thor, vuole vendicarsi dell'odiato dio del tuono e distruggere Midgard, la Terra che lui tanto desidera proteggere. A questo scopo ha recuperato le Pietre degli Dei, con cui acquisisce un grande potere che gli permette di spedire Thor ad Asgard e prendere le sue sembianze. L'Uomo Ragno e Stella di Fuoco finiscono prigionieri delle pietre magiche di Loki, mentre l'Uomo Ghiaccio si ritrova da solo ad Asgard nel regno dei giganti di ghiaccio, e deve fare di tutto per ritrovare il vero Thor e salvare la Terra. |
| 11 | Knights and Demons              | Il Cavaliere Nero e la spada lucente | Modred il malvagio vuole conquistare la nostra dimensione e solo il leggendario Cavaliere Nero può fermare il mago malvagio e la sua orribile armata di demoni. La Spada Lucente è l'unica arma che può sconfiggere Modred e impedirgli di ritornare sulla Terra dalla dimensione in cui è stato intrappolato molti secoli or sono dal Mago Merlino. Un'incredibile avventura medievale aspetta l'Uomo Ragno e i suoi fantastici amici. |
| 12 | Pawns of the Kingpin            | Un furto clamoroso                   | Kingpin, il re del crimine, intende rubare un'arma sperimentale del governo statunitense e per compiere il furto intende servirsi di Capitan America. Per costringere il paladino della giustizia a collaborare con lui, lo ipnotizza grazie a un chip ipnotico progettato dal folle Dottor Faustus con cui il Capitano obbedirà ai suoi ordini per almeno dodici ore. Anche l'Uomo Ghiaccio viene ingannato credendo di essere stato scelto da Capitan America per compiere una missione top secret.                                                         |
| 13 | Quest of the Red Skull          | Alla ricerca di Teschio Rosso        | Red Skull, il famoso criminale di guerra, vuole ritrovare il tesoro perduto dei nazisti. L'Uomo Ragno, Uomo Ghiaccio e Stella di Fuoco dovranno affrontare una pericolosa avventura per impedire al malvagio Red Skull di raggiungere il suo obiettivo. |

### Seconda stagione (1982)
| n° | Titolo originale      | Titolo italiano               | Trama |
| -- | --------------------- | ----------------------------- | --- |
| 14 | The Origin of Ice Man | Il mostro elettronico         | L'Uomo Ghiaccio ha perso i suoi poteri, e Peter e Angelica, per aiutarlo a recuperarli, usano un congegno del loro laboratorio costruito da Tony Stark per far rivivere a Bobby i ricordi della sua infanzia, come quando scoprì di essere un mutante e quando si unì agli X-Men di Charles Xavier. Intanto il terribile mostro noto come Video-Man ha preso vita e i Fantastici Amici dell'Uomo Ragno stanno per affrontare il loro nemico più pericoloso. |
| 15 | Along Came Spidey     | Il ritorno dell'Uomo Ragno    | In questo episodio vengono narrate le origini di Spider-Man. Zia May resta gravemente ferita durante uno scontro fra l'Uomo Ragno e Shocker e finisce in ospedale in gravi condizioni. Peter si sente responsabile per quanto le è accaduto e vorrebbe smettere di essere un supereroe, ma Angelica e Bobby gli ricordano che da un grande potere derivano sempre grandi responsabilità.                                                                    |
| 16 | A Fire-Star Is Born   | È nata... una stella di fuoco | Stella di Fuoco e Uomo Ghiaccio vengono chiamati dal professor Xavier per una riunione degli X-Men e in questa occasione apprendiamo il passato di Angelica e come scoprì di essere una mutante. L'Uomo Ragno viene nel frattempo attaccato dal Fenomeno, il fratellastro cattivo di Xavier, intenzionato a eliminare l'odiato Charles e tutti i suoi X-Men.                                                                                                |

### Terza stagione (1983)
| n° | Titolo originale                    | Titolo italiano                       | Trama |
| -- | ----------------------------------- | ------------------------------------- | --- |
| 17 | Spider-Man: Unmasked                | La tempesta dell'Uomo Sabbia          | L'Uomo Sabbia ha scoperto che Peter Parker è L'Uomo Ragno. Con la sua identità segreta in pericolo, Peter decide di abbandonare il costume e la vita da supereroe, ma Bobby e Angelica hanno un piano per riuscire a ingannare l'Uomo Sabbia. |
| 18 | The Transylvanian Connection        | La sposa di Dracula                   | Angelica viene rapita dal Conte Dracula che intende farne la sua sposa. Peter e Bobby volano in Transilvania al castello del malvagio vampiro per salvare la loro amica, anche se Stella di Fuoco è sotto il controllo ipnotico del conte e non intende essere liberata. |
| 19 | The Education of a Superhero        | L'Uomo Video, o Supereroe Elettronico | Il perfido supercriminale chiamato il Giocoliere riesce a ipnotizzare tutti i giovani di New York tramite la loro passione più sfrenata: i videogiochi. Solo un ragazzo sfugge all'attacco ipnotico del Giocoliere e viene trasformato in Video-Man. Un nuovo supereroe è arrivato per contrastare i perfidi piani dei supercriminali che minacciano la Terra, ma il supereroe elettronico imparerà la lezione secondo cui da grandi poteri derivano sempre grandi responsabilità? |
| 20 | Attack of the Arachnoid             | L'attacco dell'Aracnoide              | Il professor Amadeus Zoltan vuole replicare i poteri aracnidi dell'Uomo Ragno e si inietta un veleno di ragno che gli dona le stesse capacità di Peter Parker. Usa però i suoi poteri per scopi criminali e l'Uomo Ragno finisce arrestato, accusato ingiustamente anche dai suoi amici. A difenderlo in tribunale c'è l'avvocato Matt Murdock (alias DareDevil), ma in prigione Peter deve vedersela con Scorpion, intenzionato a vendicarsi del ragno che lo aveva in precedenza fatto incarcerare. Intanto il veleno trasforma Zoltan in un mutante Aracnoide che semina il terrore in tutta New York City. |
| 21 | Origin of the Spider-Friends        | Una bella amicizia                    | In questo episodio scopriamo come Spider-Man ha incontrato per la prima volta l'Uomo Ghiaccio e Stella di Fuoco. Peter Parker, Bobby Drake e Angelica Jones scoprono di avere superpoteri che sfruttati assieme possono essere molto più utili che usati singolarmente: decidono così di formare un trio supereroico per combattere i supercriminali che minacciano la tranquillità di New York. Nella loro prima missione dovranno aiutare Tony Stark, alias Iron Man, a scongiurare i malvagi piani di Beetle.                                                                                               |
| 22 | Spidey Meets the Girl from Tomorrow | La ragazza del futuro                 | A causa di un incidente con la loro astronave temporale, due giovani provenienti dal futuro, Ariel e Burton, finiscono nel nostro tempo. Il Dottor Octopus vuole rubare la tecnologia della loro astronave per poter superare le barriere del tempo, e L'Uomo Ragno, Stella di Fuoco e l'Uomo Ghiaccio intervengono in difesa dei ragazzi del futuro. Peter si innamora della bella Ariel e anche lei ricambia i suoi sentimenti, ma presto un terribile dramma li separerà. |
| 23 | The X-Men Adventure                 | La vendetta di Cyberiad               | L'Uomo Ragno è in visita alla base degli X-Men con Bobby e Angelica, quando i mutanti di Xavier vengono attaccati dal perfido Cyberiad e restano intrappolati nel loro stesso istituto. Cyberiad, un essere per metà umano e per metà androide, è riuscito a prendere il controllo di Cerebro e vuole eliminare gli X-Men per motivi misteriosi. Tuttavia Stella di Fuoco conosce la vera identità del malvagio Cyberiad e il suo oscuro passato: questi la incolpa infatti della sua condizione attuale e intende vendicarsi.                                                                                 |
| 24 | Mission: Save the Guardstar         | Missione Guardstar                    | Lo S.H.I.E.L.D. incarica L'Uomo Ragno e i suoi fantastici amici di trovare l'agente disertore Onda Luce, alias la mutante Aurora Dante, che intende rubare il satellite Guardstar mettendo in serio pericolo il pianeta Terra. L'Uomo Ghiaccio, fratello di Aurora, scopre che in realtà Onda Luce è sotto controllo telepatico di un agente disertore dello S.H.I.E.L.D. che la costringe a obbedire alla sua volontà. |